# Donald Bergagård
Jack Donald Lennart Bergagård, född 13 februari 1936 på Öckerö, är en svensk sångare, musiker, evangelist och en av medgrundarna till den svenska Maranatarörelsen. 
I slutet av 1950-talet var Bergagård verksam som pastor i pingstförsamlingen Elim i Örebro. År 1959 besökte han Åge Samuelsens möten i Oslo, blev gripen av maranataväckelsen och bestämde sig för att sprida den vidare i Sverige. Bergagård stötte emellertid på patrull i sin hemförsamling och lämnade sin tjänst där våren 1960 för att istället bilda en maranataförsamling i Örebro. Bergagård var sedan under 1960-talet flitigt verksam inom maranatarörelsen i Sverige, till dess det uppstod en brytning med Arne Imsen och maranataförsamlingen i Stockholm. 
Bergagård har skrivit den svenska texten till sången Där rosor aldrig dör.
År 2001-2004 var Bergagård pastor i Maranata i Oslo.

## Diskografi
- 1960 - Donald Bergagård synger HEP-145 Norsk Grammofonkompani
- 1961 - Donald Bergagård, Arne Imsen og Örebro Fria Församling CCEP-3 Cavatina
- 1961 - Donald Bergagård, Agne Bark og Örebro Fria Församling CCEP-4 Cavatina
- 1961 - Donald Bergagård, Agne Bark og Örebro Fria Församling CCEP-9 Cavatina
- 1961 - Donald Bergagård og Erik Gunnar Eriksson HS-160 Norsk Grammofonkompani
- 1962 - Donald Bergagård, Erik Gunnar Eriksson og Arne Imsen CCEP-9 Cavatina
- 1962 - Donald Bergagård HS-176 Norsk Grammofonkompani
- 1962 - Donald Bergagård HEP-173 Norsk grammofonkompani
- 1963 - Donald Bergagård HS-186 Norsk Grammofonkompani
- 1963 - Donald Bergagård, Arne Imsen og Örebro Fria Församling MREP-1 MRM (Maranata Record Mission, tidl. utgitt på Cavatina CCEP-3)
- 1963 - Donald Bergagård, Erik Gunnar Eriksson og Arne Imsen MREP-2 MRM (tidl. utgitt på Cavatina CCEP-9)
- 1963 - Donald Bergagård MREP-4 MRM
- 1963 - Donald Bergagård og Maranatasångarna Jönköping MREP-6 MRM
- 1963 - Donald Bergagård og Erik Gunnar Eriksson  MREP-9  MRM
- 1963 - Donald Bergagård, Agne Bark og Maranatasångarna Örebro  MREP-13  MRM (tidl. utgitt på Cavatina  CCEP-4)
- 1964 - Donald Bergagård HS-197 Norsk Grammofonkompani
- 1964 - Donald Bergagård sjunger Min Kung och jag MREP-20 MRM
- 1964 - Donald Bergagård Där rosor aldrig dör MREP-21 MRM
- 1965 - Donald Bergagård med The Faith Brothers HS-200 Norsk Grammofonkompani
- 1965 - Donald Bergagård med The Faith Brothers HS-201 Norsk Grammofonkompani
- 1965 - Donald Bergagård med The Faith Brothers HS-202 Norsk Grammofonkompani
- 1965 - Donald Bergagård HEP-247 Norsk Grammofonkompani
- 1966 - Donald Bergagård med Curt Petersen og Roland Lundgren MREP-29  MRM
- 1966 - Donald Bergagård och sångare från Jönköping i Väckelse-Tältet MREP-31 MRM
- 1967 - Vekkelsestoner fra Maran Ata-menigheten i Oslo. Donald Bergagård, Marit og Ingjerd Laubo, Torvid Pedersen, Curt Petersen og Roland Lundgren MEP-5 MRM Norge
- 1967 - Donald Bergagård besøker Maran Ata -menigheten i Oslo MEP-6 MRM Norge
- 1967 - Donald Bergagård sjunger egna sånger   P-67-1 (EP) Väckelsenytts missionskiva (Cavatina)
- 1968 - Donald Bergagård C 6897 (EP)  Cavatina
- 1968 - Väckelse-tältet (Midsommarkonferensen i Edsbyn) VIC-LP 104 (Victory) Donald Bergagård, Erik Gunnar Eriksson m.fl.
- 1969 - Noomi och Donald Bergagård C 69-121 (EP) Cavatina
- 1969 - Donald Bergagård VIC-EP 112 Victory
- 1970 - Donald Bergagård sjunger VIC EP-124  Victory
- 1970 - Donald Bergagård MRLP-103 MRM
- 1970 - Väckelsenytts LP med Donald Bergagård. Nils-Erik Gerhardsson, Håkan Sigvardsson och Björneric Olovsson m.fl. VIC-LP 125 Victory
- 1972 - Donald Bergagård Jag tänker på staden ECLP-122 Evangelii Center
- 1973 - Donald Bergagård Vi ska fara bortom månen ECLP-125 Evangelii Center
- 1977 - Donald Bergagård Gud kan DON 101 LP Donotema
- 1978 - Donald Bergagård Jesus har berett en himmel DON LP-102 Donotema
- 1980 - Donald Bergagård Väckelsekonferens-80 Timmersdala DON LP-103 Donotema
- 1983 - Donald Bergagård med dottern Madeleine Andliga sånger & country DON LP-106 Donotema
- 1983 - Donald Bergagård Min kung och jag DON LP-107 Donotema
- 1984 - Donald Bergagård Paradiset väntar DON LP-108 Donotema
- 1985 - Donald Bergagård Det finns en kärlek DON LP-109 Donotema
- 1988 - Halleluja, Hosianna, Jesus kommer
- 1993 - Vid havet av kristall
- 1999 - Viloplats i ljusa staden
- 2001 - Den Gud som är på höjden, Han är också i dalen